# 連作
連作（れんさく）とは、同一の圃場で同一の作物を何度も繰り返し栽培すること。毎年度播種又は定植を行う草本性作物についてのことを言う場合が多い。

## 連作障害
同じ畑に同じ種類、同じ科の野菜などの作物をつくり続けていると、連作に起因する何らかの理由（主として土壌に関係する理由）により、その種や科に多い害虫や病気が出やすくなり、土の養分も偏りが出てくるため、次第に生育不良となっていく現象を連作障害という。連作障害のことを忌地、嫌地、厭地、いや地（いずれも読みは「いやち」）ともいう。
野菜や果樹などの収益性の高い部門への選択的拡大が進み、麦類や雑穀といった普通作物の生産は衰退していく一方で専作傾向が進み、生産伝統的な輪作体系はほぼ完全に崩壊し、特定の作物の連作が一般化した。その結果、連作障害が激化し、作物の安定生産を妨げる要因となっている。連作障害の原因は土壌伝染性病害が非常に高い割合を占めているのに対して、土壌の化学性や物理性に関する原因の占める割合は低く、連作障害問題は土壌伝染性病害問題とも言える。
特に連作障害が出やすい野菜の仲間（同一の科）は、一度つくった場所では4 - 5年ほどあけるようにし、連作障害が出にくい作物を間に入れて栽培したり、別の科の作物を輪作に取り入れるなどの対策が重要となる。連作障害を避けるためにあけたほうがよい期間のことを、「輪作年限」という。

### 原因
土壌病害
土壌伝染性病害とも言われ、連作障害の主要な原因となっている。特定の細菌やウイルスなどの病原体が土壌中に増加することで、作物に被害を及ぼす。多くの野菜の連作障害の主原因となるフザリウム病、防除手段に効果的なものがない青枯病、アブラナ科野菜の根こぶ病などが知られている。線虫被害と合わせると、連作障害の原因の半数に上るという報告がある。土壌病害は土壌酸度や水分量、灌漑水や農業機械による伝播なども影響する。
土壌の理化学性の悪化
肥料の施用不足、あるいは過剰施用によって、特定成分のアンバランスが生じて連作障害を引き起こす。植物由来の有害物質の蓄積が原因とする考えがあるが、野菜の連作障害の直接的原因とはなりにくい。

### 対策
輪作
いくつかの異なる作物を同一圃場で作り回すこと。ヨーロッパの三圃式農業、日本の田畑輪換、北海道における輪作体系等が相当する。連作障害の著しい畑で輪作を始めた場合、連作障害が改善されない場合も珍しくない。
抵抗性品種（台木）の利用
抵抗性品種の土壌伝染性病害に対する被害低減効果は非常に高いが、育成に年月がかかる上、品質面に厳しい消費者には受け入れられにくい。現在、抵抗性台木の利用はもっとも発達普及しているが、接ぎ木作業に多大な労力を要し、台木に土壌病害が発生すると効果はない。
有機物の投入
地力を高めて作物の健全な成長を促し、土壌伝染性病害の被害を軽減する効果が期待されるが、有機物を大量に投与すれば土壌伝染性病害は防除できるという誤解が生じている。現在流通する有機物資材の多くは、試験場などの客観的評価を受けていない。きわめて多種多様な物質が「有機物」とまとめられ、生同然の未熟なかたちで大量に施用される点、有機物の自給率が低くかなりの部分を購入に依存している点、有機物の不足（偏在）に目を付けた業者によるノウハウや効果も不明確な袋詰め有機物が農薬取締法あるいは肥料取締法に抵触する表現を用いて連作障害防止あるいは土壌病害防除効果ありとして販売されている点が問題視される。一方で、堆肥は肥料養分供給の他に、土壌団粒構造の発達、微生物代謝機能の促進といった地力の維持・増強の手段として古くから使用され、牛糞堆肥（完熟堆肥）は、フザリウム菌の伸長を抑制する効果がある。
土壌条件の変更
耕作層の土壌を取り除き、他から新しい土壌を入れて造成する方法（客土）や、耕作層の下層の土壌を耕作層と反転すること（天地返し）などが行われる場合があるが、一時的な連作障害の回避に留まり、再発も多いことから、根本的解決策としては否定されている。
土壌消毒
焼土機や蒸気消毒器などを用いて土壌を加熱し、病原菌の感染源密度を低下させる方法である。機械や設備が高価で、大面積の処理には不向きである。近年、燻蒸剤処理の代替方法として、プラスチックフィルムを土壌表面に張り、太陽熱により土壌温度を上昇させ、物理的に病原体や害虫を駆除する太陽熱消毒法の普及が進んでいる。
コンパニオンプランツ
病害虫の繁殖を防ぐために特定の作物を対象作物の傍らで育てて連作障害を回避する方法もあり、この場合に傍らに植える植物をコンパニオンプランツという。
養液栽培
連作障害の原因物質が蓄積することがない、あるいは蓄積しても培地の交換が容易なので、連作障害を回避しやすい。設備をそろえるのにある程度の投資が必要。

### 土壌病害による連作障害を起こしやすい植物
- ナス科
  - ナス属：トマト（輪作年限3 - 4年）、ナス（輪作年限3年）、ジャガイモなど（輪作年限2 - 3年）[6]
  - トウガラシ属：ピーマン、トウガラシなど（輪作年限3 - 4年）[6]
- ウリ科
  - スイカ属：スイカ（輪作年限4 - 5年）[6]
  - キュウリ属：ウリ（輪作年限1 - 2年）[7]、マクワウリ（輪作年限3年）[8]、キュウリ、メロンなど（輪作年限2 - 3年）[6]
  - トウガン属：トウガン（輪作年限3 - 4年）[9]
  - ツルレイシ属：ツルレイシ（ゴーヤ）（輪作年限2 - 3年）[10]
- アブラナ科
  - アブラナ属：ハクサイ、キャベツ、芽キャベツ、ブロッコリー（輪作年限2 - 3年）など[6]
  - アブラナ属：カブ、コマツナ、タアサイ、カリフラワー、チンゲンサイ、ミズナなど（輪作年限1 - 2年）[6]
  - ダイコン属：ダイコン、ハツカダイコン（輪作年限2 - 3年）[6]
- マメ科
  - ダイズ属：ダイズ（輪作年限3 - 4年）[11]
  - ササゲ属：ササゲ、アズキ（輪作年限1年）[12]
  - ソラマメ属：ソラマメ（輪作年限4 - 5年）[13]
  - インゲンマメ属：インゲンマメ（輪作年限2 - 3年）[6]
  - シカクマメ属：シカクマメ（輪作年限4 - 5年）[6]
  - エンドウ属：エンドウ（輪作年限4 - 5年）[6]
  - ラッカセイ属：ラッカセイ（輪作年限2 - 3年）[14]
- ヤマノイモ科：ナガイモなど（輪作年限3年）[15]
- サトイモ科：サトイモ（輪作年限3 - 4年）[6]
- キク科
  - ゴボウ属：ゴボウ（輪作年限4 - 5年）[6]
  - アキノノゲシ属：レタス（輪作年限2 - 3年）[6]
  - シュンギク属：シュンギク（輪作年限1 - 2年）[6]
- アオイ科
  - トロロアオイ属：オクラ（輪作年限2 - 3年）[6]
  - ツナソ属：モロヘイヤ（輪作年限1 - 2年）[6]
- セリ科
  - オランダミツバ属：セロリ（輪作年限2 - 3年）[6]
  - ニンジン属：ニンジン（輪作年限1 - 2年）[6]
- ヒガンバナ科：ネギ、ニラ（輪作年限1 - 2年）[6]
- ツルムラサキ科：ツルムラサキ（輪作年限1 - 2年）[6]
- ヒユ科：ホウレンソウ（輪作年限1 - 2年）[6]
- バラ科：イチゴ（輪作年限1 - 2年）[16]

### 土壌病害による連作障害が出にくい植物
- ヒルガオ科：サツマイモ、ヨウサイ（クウシンサイ）[6]
- ウリ科カボチャ属：カボチャ、ズッキーニ[6]
- ヒガンバナ科ネギ属：タマネギ、ニンニク[6]、ラッキョウ[15]
- シソ科：シソ[6]
- ショウガ科：ミョウガ[6]
- イネ科：トウモロコシ[6]
- キジカクシ科：アスパラガス[17]

## 発病抑止土壌
上述のように土壌病害の多くは同種作物の強度の連作によって生じるが、一方でこのような土壌病害の発病好適条件下にありながら、農薬散布や有機物施用といった特別な病害対策をしていないにもかかわらず、その土壌病害の発生が非常に少ない圃場（土壌）が生じることも知られており発病抑止土壌と呼ばれる。このような土壌は1892年にアメリカでワタ萎凋病の発生が少ない砂質土が報告され存在が知られるようになった。
20世紀初頭には土壌の種類によって病害発生程度が関係しているという考え方や栽培期間の長短が発病抑止性と関係しているという考え方が常識になっていたが、これに反して1917年に南オーストラリアで25年間小麦を栽培している圃場で立枯病が年々減少しているという報告がなされた。1934年にはアメリカのカンザス州でも確認され、その後世界各地で同様の現象がみられることが明らかになった。この現象はSlopeとCoxによってムギ類立枯病の衰退現象（take-all decline）と名付けられた。この現象はダイコン立枯病やテンサイ根腐病にもみられ、宿主となる作物が繰り返し栽培される中で発病が衰退していく例があることが報告された。
これらの発病抑止土壌の病原菌の抑止機構は極めて多様であるが、「自然が作り上げた生物的防除システム」とも呼ばれており、土壌中の微生物相の変化（病原菌との間の拮抗現象）によって生じていると考えられている。
この発病抑止土壌のメカニズムを人工的に農耕地で再現する、土壌・根圏微生物叢の改変・制御による土壌病害防除法が研究されており、人体に影響のある土壌くん蒸剤の使用の削減や植物の抵抗力の向上などに寄与すると期待されている。